# Fusistor
O fusistor é um componente eletrônico destinado a proteção de circuitos elétricos contra sobrecargas de corrente. consiste em um resistor de baixo valor e baixa potência.

## Funcionamento
O fusistor atua protegendo o circuito basicamente da mesma forma que um Fusível, se baseando na potência dissipada ao passar uma corrente por ele, proporcional a sua resistência (efeito Joule.), uma de suas vantagens é que pode ser recuperado após seu acionamento. O qual ocorre da seguinte forma: logo que houver um pico de corrente um dos seus terminais é aquecido até o ponto em que sua solda é desfeita e acaba "pulando" para fora, pois o seu outro terminal é como uma presilha que atua como uma mola, assim interrompendo o funcionamento do circuito.
Sua resistência costuma ser baixa, não passando de 100Ω e ao atingir a potência máxima de dissipação, ele é projetado parar se abrir, assim como um fusível comum, protegendo o circuito.
Diferente dos fusíveis, fusistores costumam ser soldados diretamente no circuito, sendo necessário mão de obra especializada para sua troca em caso de queima.
1. 1 2  http://www.newtoncbraga.com.br/index.php/ideias-dicas-e-informacoes-uteis/49-tiristores/746-fusistor-ip104
2. ↑  «O que é Fusistor? - Guia Completo sobre Fusistores». Consultado em 9 de julho de 2025
3. ↑  «What Is Fusible Resistor | Fusible Resistor Function | Fuse Resistor Working» (em inglês). 28 de junho de 2019. Consultado em 20 de março de 2022
4. ↑  «What is a fuse resistor? - Page 1». www.eevblog.com. Consultado em 20 de março de 2022